# Johannes Parix
Johan Parix de Heidelberg (Johannes Parix) va ser un impressor alemany mort a Tolosa de Llenguadoc en 1502, considerat el primer que va imprimir llibres a Espanya.
Era un alemany de Heidelberg, dada que ell mateix va fer constar en els colofons dels llibres que va compondre. No era rar trobar tipógrafs alemanys treballant en la resta d'Europa, però hi ha alguna cosa que delata que Parix va arribar a Espanya des d'Itàlia: el tipus de lletra que utilitzava, anomenat rodó o romà pel lloc de la seva invenció. Amb un disseny semblant al que van emprar a Roma Konrad Sweynheym i Arnold Pannartz, Ulric Han i Georgius Lauer. No obstant això, els qui han buscat a Parix a Roma han descobert que el 1471 hi havia a Roma dotze tipògrafs: de tots menys un es coneix el nom, i cap dels onze identificats és Parix. Així que es pot inferir que Parix va arribar a Segòvia des de Roma.

## Obra

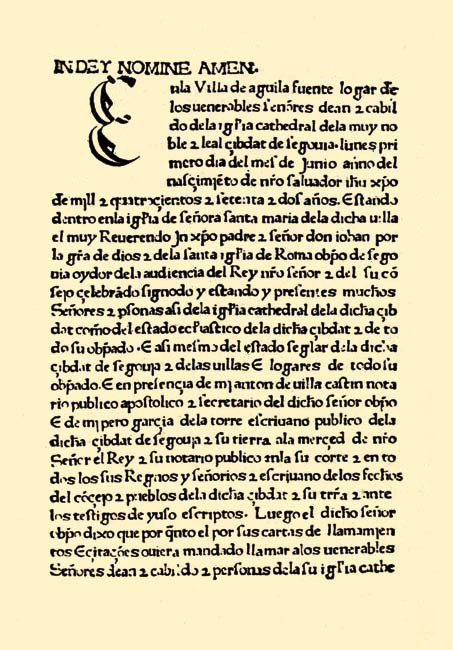
Sinodal de Aguilafuente (Juan Párix, 1472)

Cridat pel bisbe Juan Arias Dávila, es va establir a Segòvia cap al 1472, on va imprimir uns vuit llibres entre 1472 i 1475.
El primer llibre en sortir de la seva premsa va ser el Sinodal de Aguilafuente, imprès a partir del manuscrit Códex canónum en el qual es recullen les actes sinodals del sínode diocesà convocat per l'esmentat Juan Arias Dávila a Aguilafuente (Segòvia) entre l'1 i el 10 de juny de 1472.
Tant el manuscrit original com l'incunable es troben dipositats en la Catedral de Segòvia.